# Affaire des enfants yéménites
L'affaire des enfants yéménites (en hébreu : פרשת ילדי תימן) désigne la disparition de milliers de bébés et de nourrissons de nouveaux immigrants — principalement Juifs venus des pays arabes et musulmans et notamment du Yémen — dans l'État nouvellement fondé d'Israël, entre 1948 et 1954. Les différentes commissions officielles israéliennes qui se sont penchées sur la question ont conclu que la grande majorité d'entre eux sont morts de maladie. Des centaines de bébés auraient également été faussement déclarés mort-nés à leurs parents pour être secrètement donnés en adoption à des couples ashkénazes en incapacité de procréer. D'autres enfin ont été utilisés comme cobayes lors d’expérimentations médicales à leur arrivée en Israël.  Les rapports et les témoignages suggèrent également de l'indifférence, de la négligence et un certain mépris affichés par les institutions d’État dans leur gestion des familles des enfants disparus.

## Contexte
Des centaines de milliers de juifs originaires des pays arabes ont immigré en Israël après la fondation du pays en 1948. Il y ont été mal reçus du fait de la désorganisation des institutions et du délabrement de l'économie mais aussi à cause du mépris que ces juifs mizrahim (issus des pays orientaux) inspiraient à l'establishment israélien constitué d'ashkénazes (originaires d'Europe). Les 48 000 Yéménites emmenés en Israël entre 1949 et 1950 dans le cadre de « l'opération Tapis volant », un pont aérien secret lancé avec le soutien des Etats-Unis et du Royaume-Uni, sont les plus maltraités. Ils sont aspergés d'un insecticide (DDT) dès leur arrivée, privés de papiers d'identité et parqués dans des camps de tentes ou dans des ma'abarot, des villages de cabanes rudimentaires. Entre 1 000 et 5 000 de leurs enfants sont déclarés morts à leur arrivée par les autorités.

## Les dénégations des autorités israéliennes pendant plusieurs décennies
Des hôpitaux israéliens ont assuré à des familles juives yéménites et quelques dizaines de familles juives originaires d'Afrique du Nord et de pays du Moyen-Orient que leurs enfants, qui y étaient « soignés », étaient décédés, sans toutefois restituer les corps de ces milliers d'enfants. Depuis les années 1960 à 1990, trois commissions d’enquête ont été créées pour élucider le mystère. En 1995, le rabbin israélien d'origine yéménite Uzi Meshulam a été nommé à la tête de la troisième d'entre elles. Mais en 2001, ses conclusions ont été mises au secret pour 70 ans.

## Reconnaissance par le gouvernement
Il a fallu attendre le printemps 2016 pour que deux organisations humanitaires demandent la déclassification de ce rapport. Benyamin Netanyahou se dit alors favorable à l’ouverture des dossiers qui devaient rester classifiés jusqu’en 2031. Quelques mois plus tard, les archives sont ouvertes et en décembre 2016, 400 000 documents sont déclassifiés.
Le 19 février 2018, la Knesset adopte une loi pour permettre aux familles des enfants disparus des décennies auparavant – dans leur majorité d’origine yéménite – de demander l’exhumation des tombes où leurs proches auraient été enterrés pour réaliser des tests génétiques.
Le 12 août 2018, la ministre de la Justice israélienne, Ayelet Shaked, donne l’instruction aux Archives de l’État d’Israël de publier environ 300 000 documents inédits dans l’affaire des enfants yéménites, et à l'armée de publier toutes les statistiques pertinentes au sujet des enfants yéménites, à la condition que ces informations n’aient pas d’impact sur la vie privée d’autres personnes.
Le 24 décembre 2019, la Cour suprême d'Israël charge un tribunal de district d’instruire un procès contre l’État d'Israël et l’Agence juive, intenté par des immigrants yéménites qui affirment que leurs enfants et leurs frères et sœurs leur ont été enlevés par les autorités dans les années 1950.
En février 2021, le Premier ministre, Benyamin Netanyahou déclare : « Il est temps que la souffrance des familles auxquelles on a pris les bébés soit reconnue par l’Etat (…) et que ces familles soient indemnisées. ». Le ministre des Finances Israel Katz précise le 22 février que l’État va verser au total la somme de 162 millions de shekels aux familles (environ 41 millions d’euros). Les familles des enfants morts dont le lieu d’inhumation est inconnu recevront 150 000 shekels (environ 37 800 euros). Les familles des enfants dont le sort reste incertain recevront 200 000 shekels. Toutefois, de nombreuses familles qui disent que leurs enfants et leurs frères ou sœurs ont été enlevés dans les années 1950, demandent que le gouvernement ouvre les documents liés à cette affaire encore classés confidentiels, et considèrent le plan de compensation comme une tentative pour faire taire les familles des victimes.

## Disparitions d'enfants dans les hôpitaux

### Les cas d'examens médicaux
En 2017, des députés réexaminent des témoignages de plus de 20 ans affirmant que des expériences médicales avaient été menées sur de nouveaux immigrants dans les années 1950.
Selon la version française du The Times of Israel, « les affirmations que des médecins auraient utilisé des cellules sanguines de Yéménites juifs pour tester la drépanocytose et l’ascendance africaine sont corroborées par un article publié en novembre 1952 dans la revue médicale The Lancet. À l’époque, la loi israélienne ne demandait pas de consentement pour une telle procédure ».

### Les cas d'enlèvements pour "adoption"
Des enfants ont été enlevés et donnés (ou vendus) à des familles ashkénazes. Dans plusieurs cas, ces enfants, pour lesquels les hôpitaux avaient émis des certificats de décès, ont pu retrouver par la suite leurs parents grâce aux analyses génétiques.
En 2017, le bureau israélien de Médecins pour les Droits de l’Homme a publié ce communiqué demandant des excuses publiques à la communauté médicale :
« Maintenant, alors que nous apprenons des médecins travaillant à l’époque qu’en plus de crimes d’enlèvement, il y a eu des expériences menées de manière criminelle, en violation des règles d’éthique — et rappelons-nous que le Code de Nuremberg était déjà rédigé et clair — la communauté médicale, dans toutes ses institutions, admettra-t-elle ses crimes, s’excusera-t-elle sincèrement et travaillera-t-elle à la reconnaissance et à la prise de conscience des dangers inhérents à ces activités ? », peut-on lire dans le communiqué.
« La communauté médicale doit non seulement s’excuser pour ce que le personnel médical a fait, mais aussi pour les dissimulations, la dénégation et le traitement dégradant envers les déclarations des familles. »"
L'affaire est source d'une forte controverse en Israël.